# ناحیه مونا، شهرستان فورد، ایلینوی
ناحیه مونا (به انگلیسی: Mona Township) یک منطقهٔ مسکونی در ایالات متحده آمریکا است که در شهرستان فورد، ایلینوی واقع شده‌است. ناحیه مونا ۲۰۱ متر بالاتر از سطح دریا واقع شده‌است.